# 11338 Schiele
11338 Schiele este o planetă minoră (asteroid), cu un diametru de 6,204 km, din centura de asteroizi. A fost descoperită pe 13 octombrie 1996 la Observatorul Kleť de Jana Tichá⁠(d) și a fost numită după Egon Schiele. 
Obiectul prezintă o orbită caracterizată de o semiaxă mare de 2,3124833 UAi, o excentricitate de 0,19, o înclinație de 4,87476 ° în raport cu ecliptica.